# 기관연화증

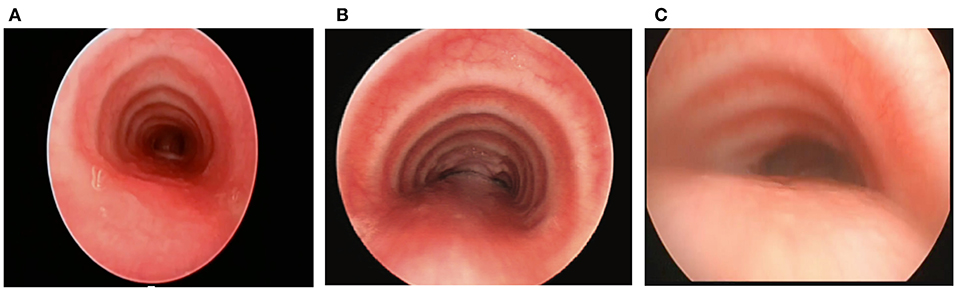
(A) 정상적인 C 모양을 보이는 기관 구조 (B) 뒤쪽 막이 허탈되어 넓어지고, U자로 변한 기관의 모습 (C) 뒤쪽이 심각하게 허탈되어 더욱 넓어지고, 활 모양이 된 기관 구조

기관연화증(tracheomalacia)은 기관을 열린 상태로 있게 해 주는 연골이 너무 부드러워져서, 특히 공기 흐름이 증가하는 동안 기관이 부분적으로 허탈(collapse)되는 질환이다. 이 상태는 영유아에게 가장 흔하게 나타난다. 일반적인 증상은 사람이 숨을 내쉴 때 기관이 좁아져 들리는 소리인 천음이다.
기관은 일반적으로 숨을 들이쉴 때(흡기) 약간 열리고 숨을 내쉴 때(호기) 약간 좁아진다. 기관연화증에서는 이런 과정이 지나치게 나타나면서 숨을 내쉴 때 기도가 허탈된다.
이런 기관연화증의 상태가 기관지에도 있을 경우에는 기관 및 기관지 연화증(tracheobronchomalacia)이라고 한다. 동일한 상태가 후두에도 영향을 미칠 수 있으며 그런 경우에는 후두연화증(laryngomalacia)이라고 한다.
영어 명칭인 'Tracheomalacia'라는 용어는 기관(trachea)과 고대 그리스어로 '물렁해진다'라는 뜻의 'μαλακία'가 합쳐진 데에서 유래했다.

## 징후 및 증상
기관연화증은 기관의 벽이 허탈될 때 발생한다. 기관의 벽이 약하거나 무언가가 기관을 누르고 있기 때문에, 또는 기관 근육의 긴장이 저하되어 기관의 벽이 허탈될 수 있다. 기관 전체가 영향을 받을 수도 있지만, 일부만 영향을 받을 수도 있다. 기관지의 붕괴된 부분이 기관지가 두 개의 폐로 나누어지는 부분 이후에 있으면 기관지연화증이라고 한다.
태어날 때부터 존재하는 선천성 기관연화증은 생후 1~2개월 동안 호흡 시 잡음이 들리게 하거나 호흡 곤란을 유발한다. 이 경우는 그리 흔하지 않다. 기관연화증을 가지고 태어난 아기는 심장의 결함, 역류 또는 발달 지연과 같은 다른 건강 문제가 있을 수 있다. 일부 어린이는 다른 건강 문제로 인해 기관연화증에 걸릴 수 있다. 증상은 경증에서 중증까지 다양하게 나타난다.
폐 내부의 증상에는 아기의 자세를 바꿨을 때나 아기가 잠든 동안 호전되는 시끄러운 호흡이 있다. 이런 호흡 시의 문제는 기침을 하거나 울 때, 수유 또는 감기에 걸렸을 때 악화될 수 있다. 호흡 중 고음(stridor, 천음), 고음의 기침소리, 덜거덕거리는 소리나 숨을 쉬면서 쌕쌕거리는 소리(천명음)가 날 수 있다.
기관연화증과 관련된 비특이적 증상들 때문에, 기관연화증의 진단을 위한 표준화된 기준은 없다. 현재의 진단 접근법에는 최대 호기 흐름 (PEF)의 특징적인 감소를 나타내는 폐 기능 검사, 신체검사 및 컴퓨터단층촬영 (CT) 또는 자기공명영상 (MRI)과 같은 영상화 기법이 있다. 이런 진단법들 중에서 굴곡 기관지경술 (FB)이 가장 좋은 진단법으로 여겨지는데, 이는 목구멍으로 삽입된 카메라를 통해 기도와 폐를 직접 볼 수 있기 때문이다. 이를 통해 기관 내강과 점막의 크기나 모양의 변화와 염증, 누공 또는 외부 압박의 징후를 찾아내 연화증의 위치와 중증도를 정확하게 결정할 수 있다. 단층방사선촬영으로 얻은 사진들은 수술 전에 연화증과 관련된 종격동 구조에 대해 알아내는 데 중요하다. 기관조영술이나 기관지조영술은 기관연화증에 대해 더 이상 진단법으로서 선호되지 않는다. 기관지조영술을 시행하면 기관지 나무의 동적인 상태나 형태에 대한 평가를 내릴 수 있으며 기도 내강을 정확하게 측정할 수 있다. 그러나 이를 위해서는 좁아진 기도 내에 조영제를 주입해야 하므로 알레르기 반응, 기도 막힘 또는 완전한 기도 폐쇄 등의 위험 요소가 있다.
기관연화증에는 세 가지 유형이 있다.
- 유형 1 — 선천적인 경우. 때때로 기관식도 누공 또는 식도 폐쇄증과 관련되어 나타난다.
- 유형 2 — 외부 요인에 의한 압박이 원인이 되는 경우. 때때로 혈관고리가 원인이 될 수 있다.
- 유형 3 — 만성 감염, 장기간의 삽관, 재발성 다발연골염과 같은 염증 상태로 인한 경우.

## 치료
2012년 Cochrane 리뷰에 따르면, 심각한 기관연화증에 대해 외과적 치료와 의학적 치료 중 어느 한쪽을 지지하는 근거는 존재하지 않는다. 경증에서 중등도의 생명을 위협하지 않는 기관연화증은 증상 관리에 집중하는 것이 최근의 권장 사항이다.
- 고장성 식염수 분무기의 규칙적인 사용[3]
- 저용량 흡입 스테로이드는 기도 염증과 부종을 줄이는 데 도움이 될 수 있다.[3]
- 이프라트로피움 흡입은 분비물을 감소시키고 작은 기도를 경직시키는 데 도움이 될 수 있다.[3]
- 활동성 호흡기 감염 중 항생제를 사용하면 증상의 중증도와 기간을 감소시킬 수 있다.[3]
- 지속적인 기도 양압(CPAP)은 추가적으로 내강 내 압력을 높일 수 있다.[3]

목구멍을 통해 기도가 열리면 대개 생명을 구할 수 있다. 사람이 생존하면 기관연화증 관련 증상이 나타날 수 있지만 일반적으로 기도가 다시 열리면 증상이 호전된다. 증상이 심하면 치료가 필요할 수 있다. 치료는 지속적 기도 양압(CPAP) 또는 이중 기도 양압(BiPAP)를 포함하는 기계환기를 통한 의료 관리, 기관 스텐트 삽입 및 외과적 수술까지 다양하다. 
외과적인 기술에는 대동맥고정술, 기관고정술, 기관 및 기관지성형술, 기관절개술이 있다. 뿌리는 재조합-사람-디옥시리보뉴클레아제(rhDNase)의 역할은 그리 결정적이지 않다.

## 같이 보기
- 기관허탈